# Japońskie Lądowe Siły Samoobrony

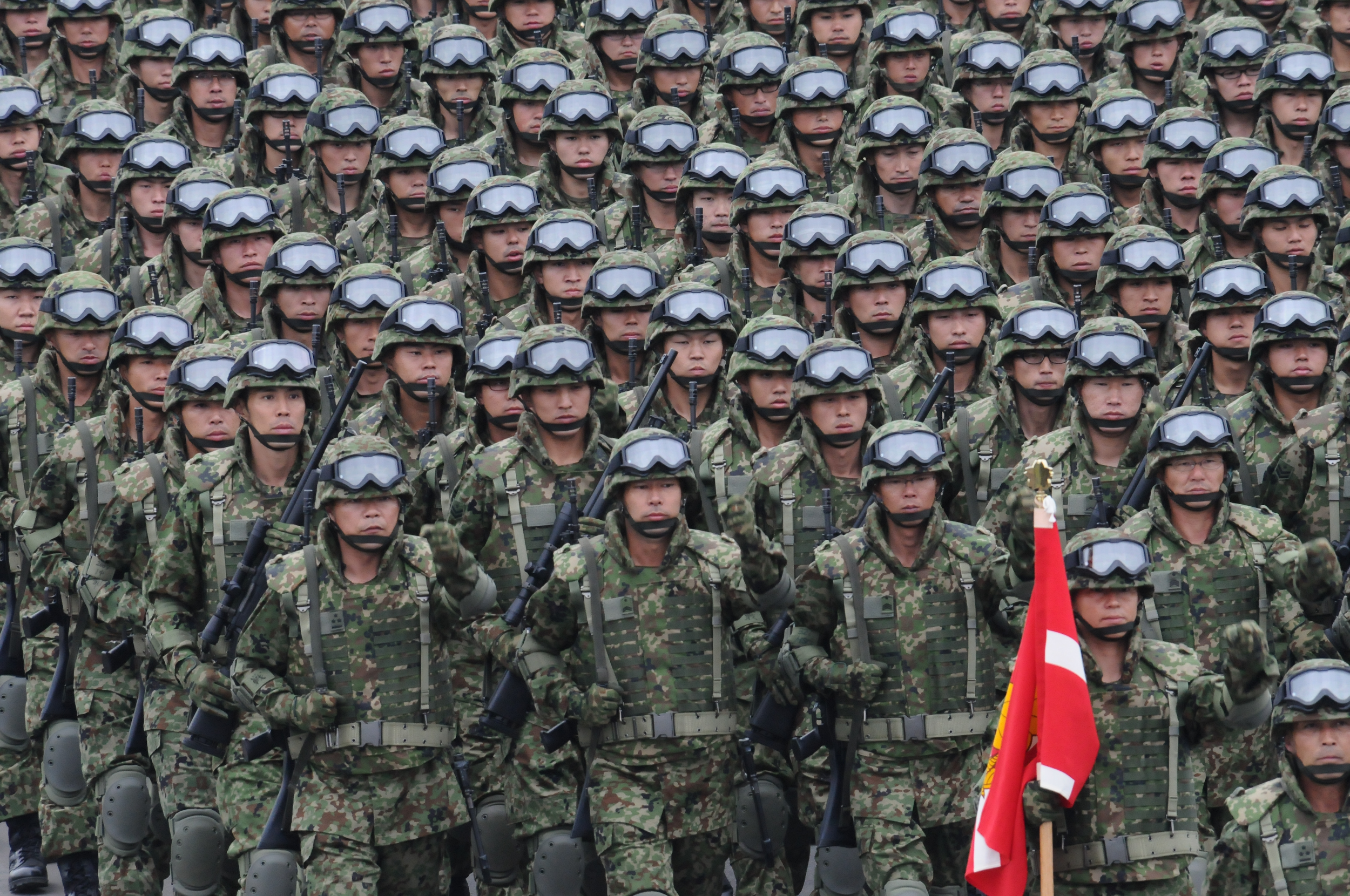
Żołnierze Lądowych Sił Samoobrony podczas parady wojskowej

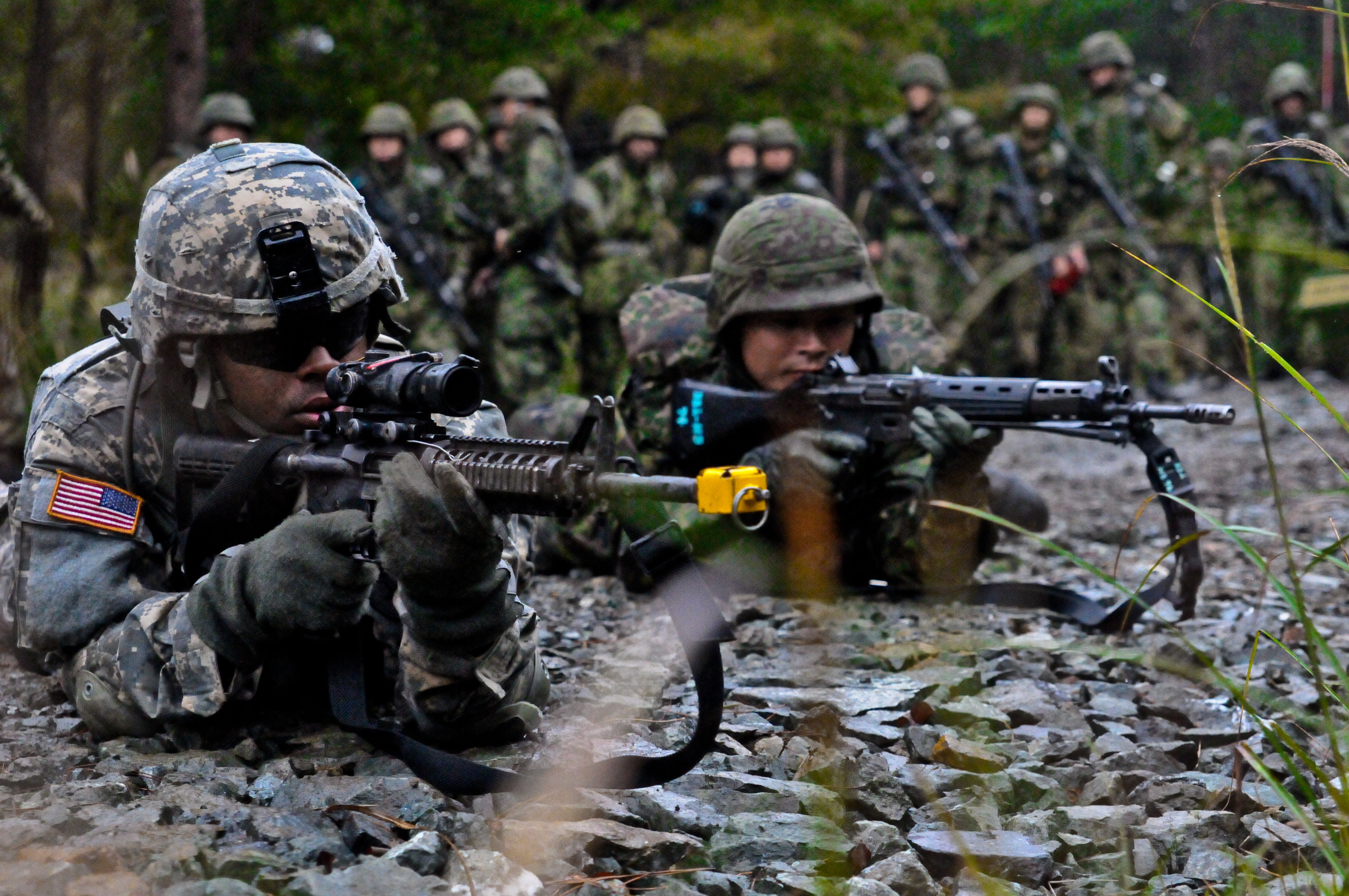
Amerykański i japoński żołnierz podczas ćwiczeń Orient Shield 12

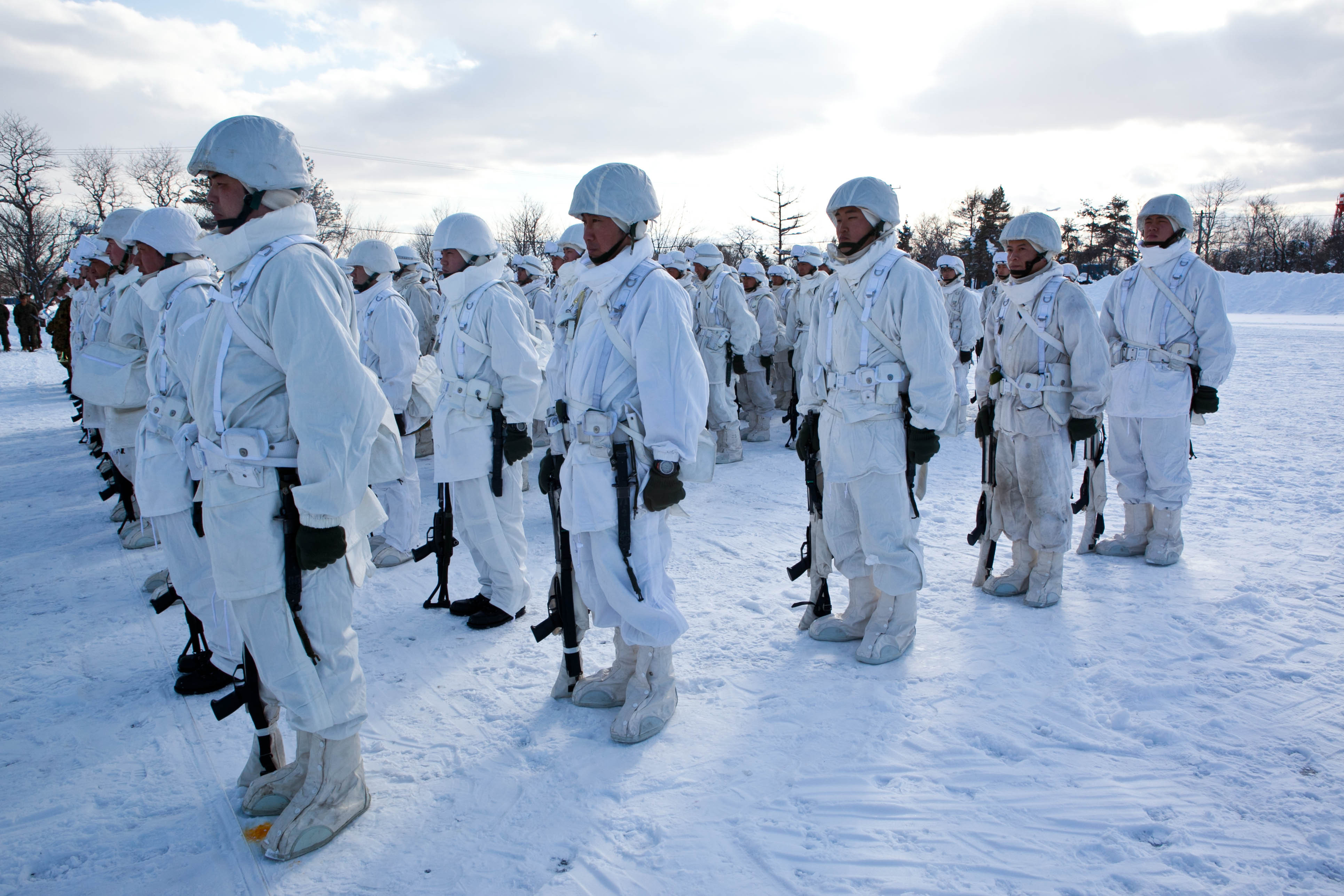
Żołnierze JGSDF podczas ćwiczeń na poligonie

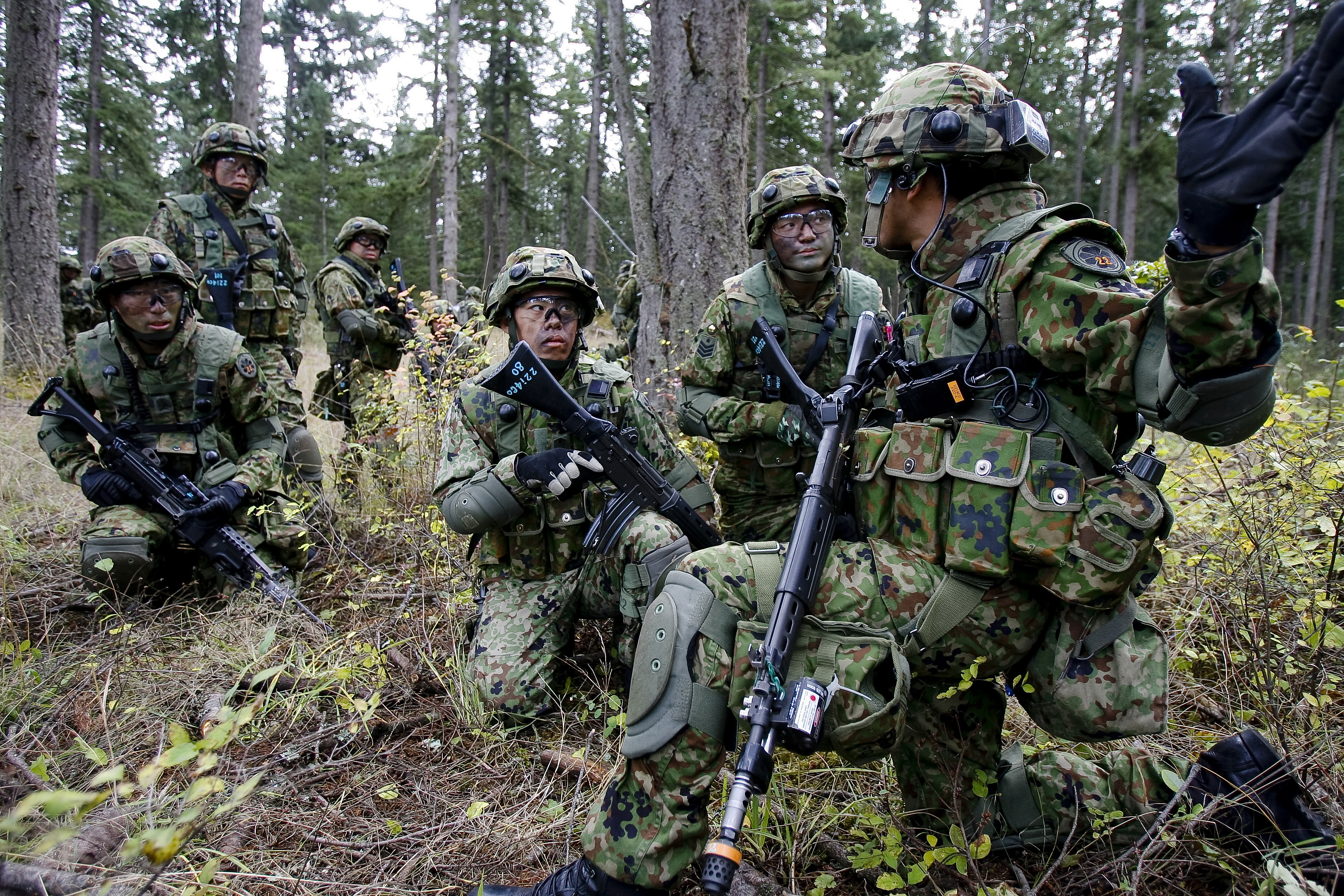
Ćwiczenia JGSDF

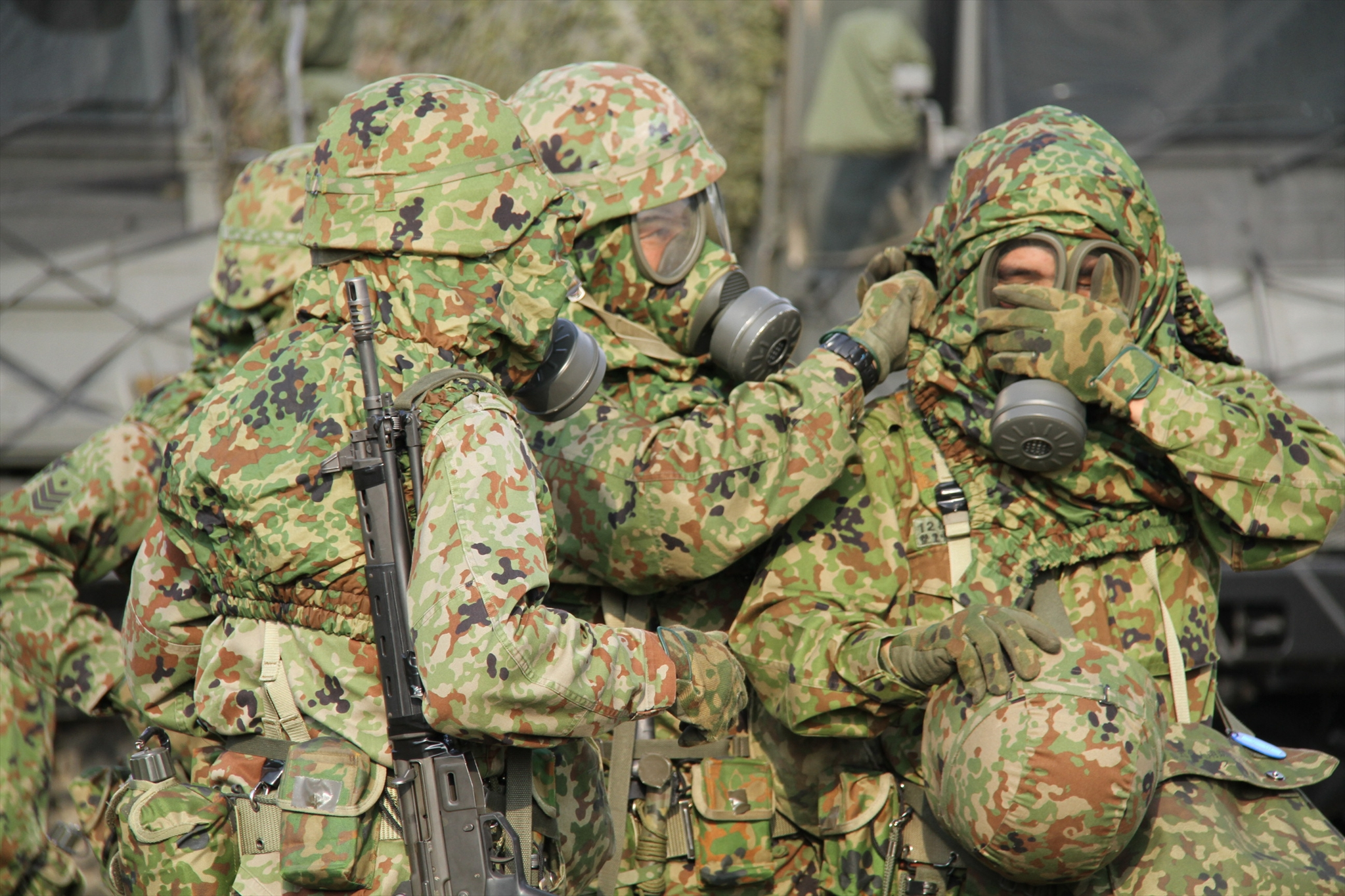
Żołnierze w wyposażeniu przeciwchemicznm

Lądowe Siły Samoobrony (jap. 陸上自衛隊 Rikujō Jieitai; ang. Japan Ground Self-Defense Force, JGSDF) – wojska lądowe, jeden z rodzajów Japońskich Sił Samoobrony. Obecnym dowódcą sztabu JGSDF jest generał Gorō Yuasa. W 2018 roku liczyły one około 150 000 żołnierzy.

## Organizacja
Organizacja Rikujō Jieitai:

### Główne dowództwo JGSDF
- Dowództwo Komponentu Wojsk Lądowych (陸上総隊, Rikujō Sōtai)

### Armie

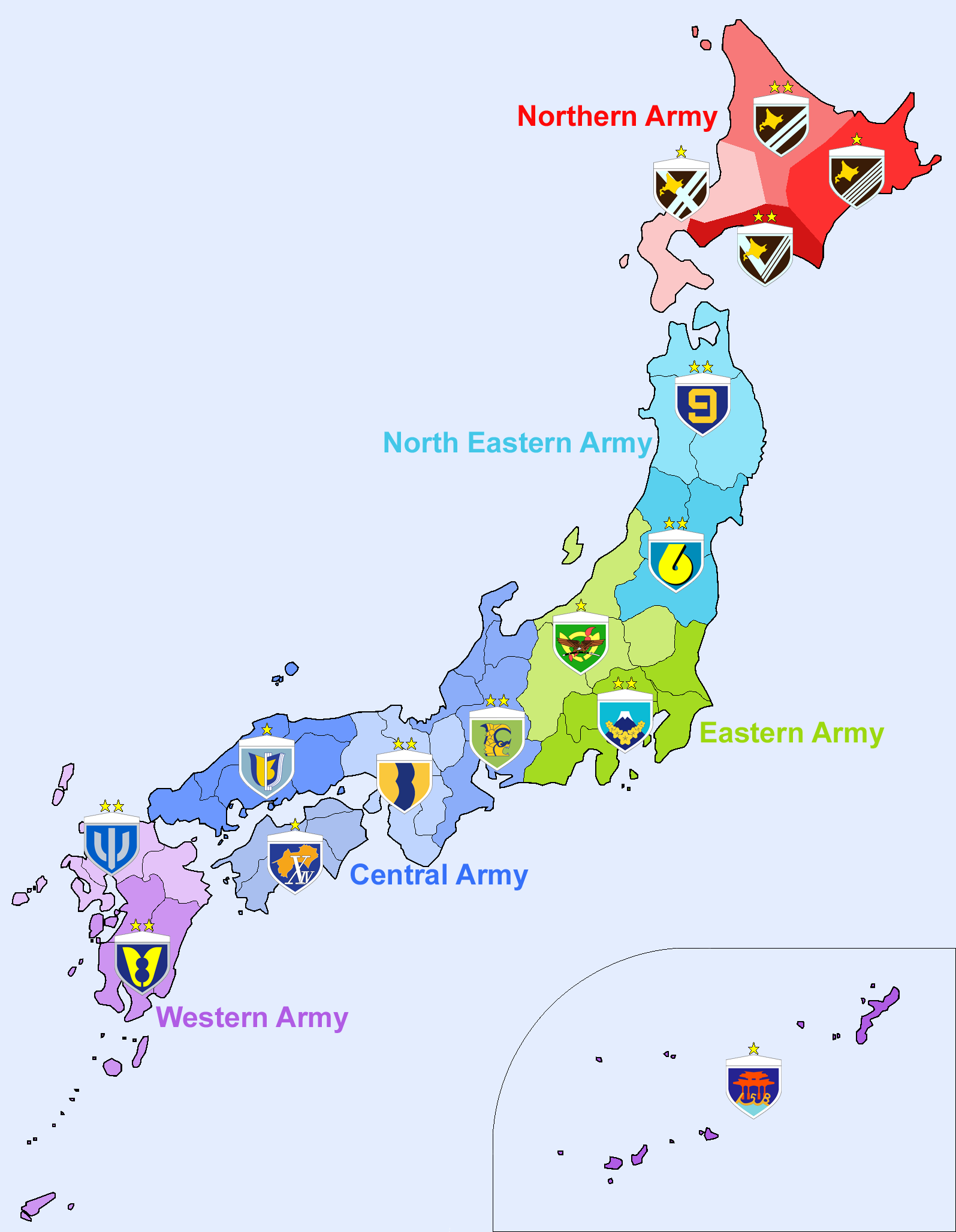
Dyslokacja jednostek JGSDF.

- Armia Północna (北部方面隊, Hokubu Hōmentai)
- Armia Północno-Wschodnia (東北方面隊, Tōhoku Hōmentai)
- Armia Wschodnia (東部方面隊, Tōbu Hōmentai)
- Armia Centralna (中部方面隊, Chūbu Hōmen-tai)
- Armia Zachodnia (西部方面隊, Seibu Hōmen-tai)

### Dywizje
- 1. Dywizja (第1師団, Dai-ichi Shidan)
- 2. Dywizja (第2師団, Dai-ni Shidan)
- 3. Dywizja (第3師団), Dai-san Shidan)
- 4. Dywizja (第4師団), Dai-yon Shidan)
- 6. Dywizja (第6師団, Dai-roku Shidan)
- 7. Dywizja (第7師団, Dai-nana Shidan) – dywizja pancerna
- 8. Dywizja (第8師団, Dai-hachi Shidan)
- 9. Dywizja (第9師団, Dai-kyū Shidan)
- 10. Dywizja (第10師団, Dai-jū Shidan)

### Brygady
- 1. Brygada Powietrznodesantowa (第1空挺団, Dai-ichi Kūtei-dan)
- 5. Brygada (第5旅団) Dai-go Ryodan
- 11. Brygada (第11旅団) Dai-jūichi Ryodan
- 12. Brygada (第12旅団) Dai-jūni Ryodan kawaleria powietrzna
- 13. Brygada (第13旅団) Dai-jūsan Ryodan
- 14. Brygada (第14旅団) Dai-jūyon Ryodan
- 15. Brygada (第15旅団) Dai-jūgo Ryodan
- Amfibijna Brygada Szybkiego Reagowania (水陸機動団, Suiriku Kidōdan)

## Wyposażenie

### W służbie

#### Pojazdy
| Nazwa                              | Typ                                   | Ilość  | Grafika | Przypisy      |
| Czołgi                             | Czołgi                                | Czołgi | Czołgi  | Czołgi        |
| ---------------------------------- | ------------------------------------- | ------ | ------- | ------------- |
| Typ 10                             | Czołg podstawowy                      | ~100   |         | [ 6 ]         |
| Typ 90                             | Czołg podstawowy                      | 341    |         | [ 7 ]         |
| Typ 74                             | Czołg podstawowy                      |        |         | [ 8 ]         |
| Bojowe wozy piechoty               |                                       |        |         |               |
| Typ 89                             | Bojowy wóz piechoty                   | 68     |         | [ 9 ]         |
| Niszczyciele czołgów               |                                       |        |         |               |
| Typ 16                             | Kołowy niszczyciel czołgów            | 142    |         | [ 10 ]        |
| Pojazdy i transportery opancerzone |                                       |        |         |               |
| Typ 73                             | Transporter opancerzony               | 338    |         | [ 11 ]        |
| Typ 96                             | Kołowy transporter opancerzony        | 389    |         | [ 12 ]        |
| Typ 87                             | Pojazd rozpoznawczy                   | 111    |         | [ 13 ]        |
| Komatsu LAV                        | Lekki pojazd opancerzony              | ~1800  |         | [ 14 ]        |
| Bushmaster IMV                     | Lekki pojazd opancerzony              | 8      |         | [ 15 ]        |
| AAV7                               | Transporter opancerzony               | 58     |         | [ 16 ]        |
| Wozy dowodzenia                    |                                       |        |         |               |
| Typ 82                             | Wóz dowodzenia                        | 231    |         | [ 17 ]        |
| Artyleria                          |                                       |        |         |               |
| M270 MLRS                          | Wieloprowadnicowa wyrzutnia rakietowa | 99     |         | [ 18 ]        |
| Typ 99                             | Haubica samobieżna                    | 136    |         | [ 19 ]        |
| M110 SPH                           | Haubica samobieżna                    | 91     |         | [ 20 ]        |
| Typ 19                             | Haubica samobieżna                    | ~12    |         | [ 21 ] [ 22 ] |
| Typ 96                             | Moździerz samobieżny                  | 24     |         | [ 23 ]        |
| Samobieżne działa przeciwlotnicze  |                                       |        |         |               |
| Typ 87                             | Samobieżny zestaw przeciwlotniczy     | 52     |         | [ 24 ]        |
| Pojazdy inżynieryjne               |                                       |        |         |               |
| Chemical Reconnaissance Vehicle    | Pojazd rozpoznania chemicznego        | 47     |         | [ 25 ] [ 26 ] |
| NBC Reconnaissance Vehicle         | Pojazd rozpoznania radiologicznego    | 33     |         | [ 27 ] [ 28 ] |
| Type 11 ARV                        | Wóz zabezpieczenia technicznego       | 2      |         | [ 29 ]        |
| Type 90 ARV                        | Wóz zabezpieczenia technicznego       | ~30    |         | [ 30 ] [ 31 ] |
| Type 91                            | Most czołgowy                         | 22     |         | [ 7 ]         |
| Typ 78 ARV                         | Wóz zabezpieczenia technicznego       | ~50    |         | [ 32 ] [ 33 ] |

#### Statki powietrzne
| Nazwa                     | Typ                         | Wersja                    | Ilość    | Grafika  | Przypisy |
| Samoloty                  | Samoloty                    | Samoloty                  | Samoloty | Samoloty | Samoloty |
| ------------------------- | --------------------------- | ------------------------- | -------- | -------- | -------- |
| Bell-Boeing V-22 Osprey   | Pionowzlot                  | CV-22B                    | 2/17     |          | [ 34 ]   |
| Beechcraft King Air       | Wielozadaniowy i łącznikowy | Beechcraft Super Air King | 7        |          | [ 35 ]   |
| Śmigłowce                 |                             |                           |          |          |          |
| Boeing AH-64 Apache       | Śmigłowiec szturmowy        | AH-64DJP                  | 12       |          | [ 36 ]   |
| Bell AH-1 Cobra           | Śmigłowiec szturmowy        | AH-1S                     | 76       |          | [ 37 ]   |
| Kawasaki OH-1 Ninja       | Śmigłowiec rozpoznawczy     | OH-1                      | 37       |          | [ 38 ]   |
| McDonnell Douglas MD-500  | Śmigłowiec rozpoznawczy     | OH-6D                     | 111      |          | [ 39 ]   |
| Boeing CH-47 Chinook      | Śmigłowiec transportowy     | CH-47JCH-47JA             | 56       |          | [ 40 ]   |
| Sikorsky UH-60 Black Hawk | Śmigłowiec wielozadaniowy   | UH-60JA                   | 40       |          | [ 41 ]   |
| Bell UH-1 Iroquois        | Śmigłowiec wielozadaniowy   | UH-1HUH-1J                | 127      |          | [ 42 ]   |
| Enstrom 480               | Śmigłowiec szkoleniowy      | TH-480B                   | 10       |          | [ 43 ]   |
| Eurocopter Super Puma     | VIP                         | EC 225LP                  | 3        |          | [ 44 ]   |